# Vicent Turigi
Vicent Turigi, (Catadau, m. s. siglo XVI - Valencia 16 de diciembre de 1609) era un rey morisco de Ayora.

## Biografía
En el momento de la promulgación del edicto de expulsión de Felipe III, los moriscos, mayoría en la región de Alicante (Valle de Ayora-Cofrentes y Valle de Laguar), se alzaron y eligieron como rey a Vicent Turigi (Texixi). Turigi decía descender de los reyes moros de Játiva y su ceremonia de entronización se llevó a cabo en la plaza de Cortes por medio de un besamanos. Este último adquirió un ejército cuyo feudo era las montañas de Cortes de Pallás. 20,000 personas tomaron refugio allí. Después de resistir en vano a las tropas castellanas, fue capturado en una cueva cerca de Catadau. Los españoles lo ejecutaron después de infligirle las peores torturas el 16 de diciembre de 1609.
Poco después, sus 3.000 hombres fueron a la Muela de Cortes, que fue su último refugio, no lejos de Jalance. Detrás de esta empinada fortaleza natural, hicieron resistencia a las tropas castellanas y sus auxiliares italianos en poder del capitán Don Agustín Mejía.